# Bronisław Gosztyła
Bronisław Gosztyła (ur. 11 października 1935 w Krynicy, zm. 18 października 1991 w Warszawie) – polski hokeista, dwukrotny olimpijczyk.
Zawodnik grający na pozycji napastnika. Reprezentant klubów KTH Krynica (19491955) i Legia Warszawa (1955–1968). W barwach Legii siedmiokrotnie (1956, 1957, 1959, 1961, 1963, 1964, 1967) zdobył tytuł mistrza Polski oraz pięć razy wicemistrzostwo. W polskiej lidze rozegrał 303 spotkania, strzelając 206 goli. 
W reprezentacji Polski w latach 1955–1966 zagrał 114 razy, strzelając 41 bramek. Przez wiele lat był kapitanem drużyny narodowej. Uczestniczył w dwóch turniejach olimpijskich – w 1956 w Cortinie d’Ampezzo oraz w 1964 w Innsbrucku. Uczestniczył także w ośmiu turniejach o mistrzostwo świata.